# Bixente Lizarazu
Bixente Lizarazu (baskijski izgovor:[biˈʃente lisaˈrasu], francuski izgovor: [biɡzɑ̃t lizaʀazy]) Saint-Jean-de-Luz, 9. prosinca 1969. kao Vicente Lizarazu), bivši je francuski nogometaš. Inače branič, najzapaženiji je ostao u Bordeauxu i Bayern Münchenu, a nastupao je i za Francusku. U svojoj je zemlji smatran jednim od najboljih lijevih krila svih vremena.

## Karijera
S Bayern Münchenom je osvojio šest prvenstava, kao i pet kupova, Ligu prvaka, i Interkontinentalni kup. Neko vrijeme u Bayernu je nosio broj 69. Lizarazu je izjavio da je sam uzeo taj broj, jer je rođen 1969., visina mu je 1.69 m, a težak je 69 kg.
Prije odlaska u Njemačku, Lizarazu je igrao za Girondins de Bordeaux i Athletic Bilbao. 2004. je godine potpisao za Olympique Marseille, a u München se vratio nakon samo šest mjeseci.
Lizarazu je 30. travnja 2006. najavio odlazak u mirovinu, četiri dana nakon odlaska sunarodnjaka Zinedine Zidanea. Karijeru je završio kao najokićeniji francuski nogometaš svih vremena.

## Reprezentacija
Lizarazu je za reprezentaciju skupio 97 nastupa i 2 pogotka. Nastupio je na Svjetskom prvenstvu 1998. i na Europskom prvenstvu 2000.

#### Pogodci za reprezentaciju
| #  | Datum              | Mjesto                                  | Protivnik         | Pogodak | Rezultat | Natjecanje                  |
| -- | ------------------ | --------------------------------------- | ----------------- | ------- | -------- | --------------------------- |
| 1. | 15. studenog 1995. | Stade Michel d'Ornano, Caen, Francuska  | Izrael            | 2 : 0   | 2 : 0    | Kvalifikacije za EURO 1996. |
| 2. | 18. lipnja 1998.   | Stade de France, Saint-Denis, Francuska | Saudijska Arabija | 4 : 0   | 4 : 0    | SP 1998.                    |

## Nagrade i uspjesi
Klupski uspjesi
- Ligue 2: 1991./92.
- Kup UEFA: doprvak 1995./96.
- Njemački liga-kup: 1997, 1998, 1999, 2000.
- Njemački kup: 1998, 2000, 2003, 2005, 2006
- Bundesliga: 1998./99., 1999./00., 2000./01., 2002./03., 2004./05., 2005./06.
- UEFA Liga prvaka: 2000./01.
- Interkontinentalni kup: 2001.

Reprezentativni uspjesi
- FIFA SP: 1998.
- UEFA Euro: 2000.
- FIFA Konfederacijski kup: 2001., 2003.

Osobni uspjesi
- 1998. - Chevalier (Vitez) "Légion d'honneura"[2][3]

## Vanjske poveznice
- Profil i statistika na FootballDatabase.com (engl.)
- Statistika na FussballDaten.de (njem.)
- Bixente Lizarazu blog (fr.)